# Тогатін
Тогатін (рум. Tohatin) — село в складі муніципію Кишинів в Молдові. Входить до складу сектора Чокана. Адміністративний центр однойменної комуни, до складу якої також входять села Бунець та Келтуйторі.